# Michael Frendo
Michael Frendo (29 luglio 1955) è un politico e avvocato maltese, ha ricoperto varie cariche di Governo, tra cui ministro degli Affari esteri di Malta dal 2004 al 2008 ed è stato Presidente della Camera dei rappresentanti dal 2010 al 2013.